# Isambard Kingdom Brunel

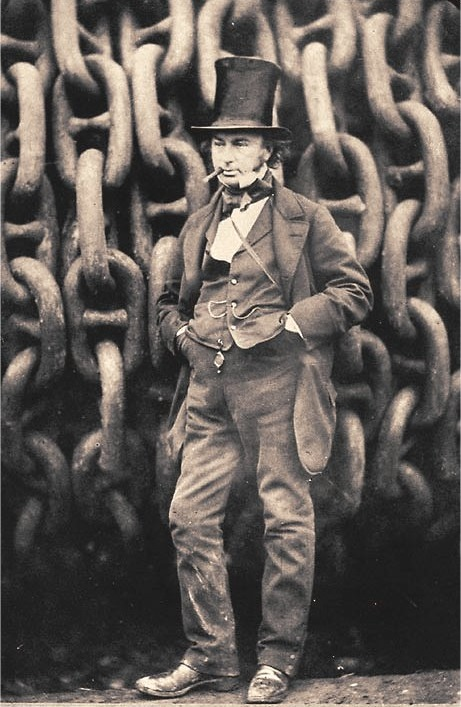
Brunel được chụp bởi Robert Hawlett.

Isambard Kingdom Brunel (9 tháng 4 năm 1806 - 15 tháng 9 năm 1859) là nhà kỹ sư, công trình sư nổi tiếng người Anh. Ông được biết đến như người sáng lập tuyến đường sắt Great Western, thiết kế đường hầm vượt sông đầu tiên và là người chế tạo con tàu thủy hơi nước đầu tiên có chân vịt. Ông còn thiết kế nhiều cầu và đường hầm mang tính cách mạng, làm thay đổi bộ mặt kỹ nghệ xây dựng cơ sở hạ tầng giao thông vận tải hiện đại.
Sự nghiệp của ông tuy ngắn ngủi nhưng ông đã đóng góp nhiều phát kiến công nghệ đột phá, giải quyết nhiều vấn đề thi công nan giải.

## Công trình tiêu biểu

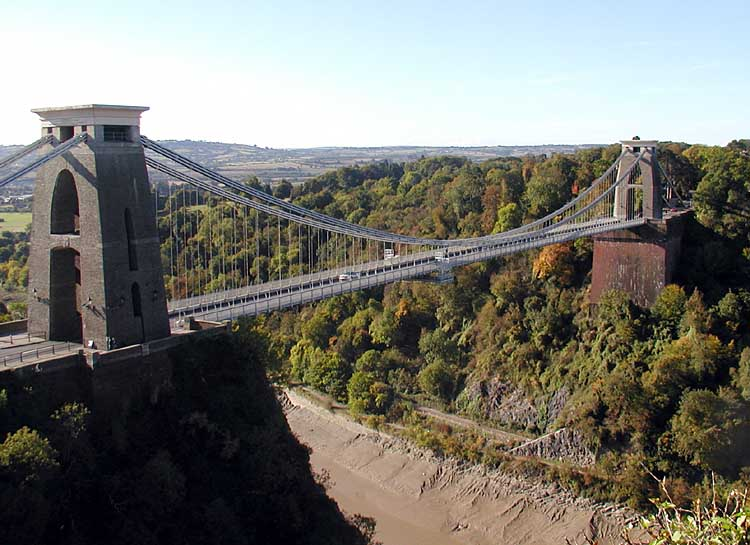
Cầu treo Clifton (1864).

### Cầu đường

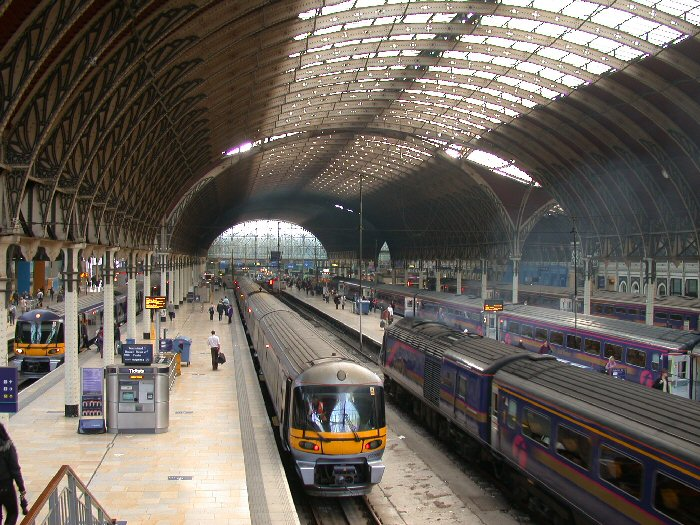
Nhà ga Paddington (1854).

- Đường hầm sông Thames - đường hầm qua sông đầu tiên trên thế giới.
- Cầu Maidenhead, cầu gạch có nhịp dài nhất lúc bấy giờ.

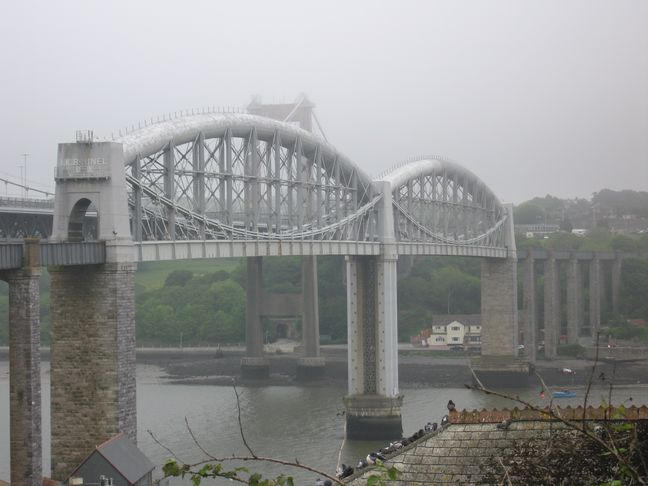
Cầu Royal ALbert (1859)

- Cầu treo Clifton tại Bristol.
- Cầu Royal Albert.
- Cầu Hungerford.
- Cầu cạn Wharncliffe.
- Đường sắt Great Western.
- Đường sắt Cornwall
- Nhà ga Paddington
- Nhà ga Bristol Mead Temple.
- Nhà ga Bath Spa.
- Đường hầm sông Thames.
- Đường sắt sử dụng hơi nén.

### Tàu thủy

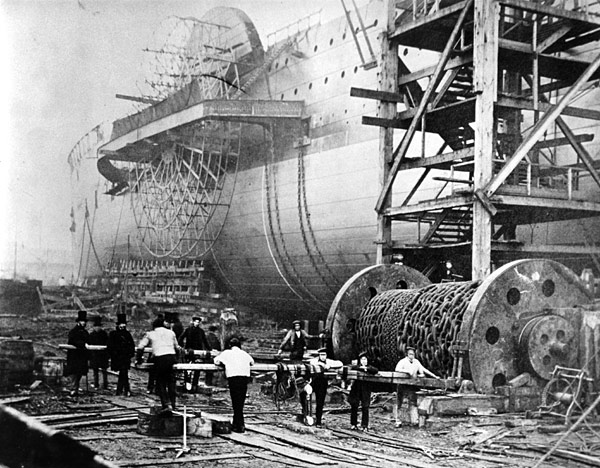
Tàu hơi nước SS Great Eastern, trước khi hạ thủy vào năm 1858.

- Tàu SS Great Britain, tàu thép đầu tiên sử dụng chân vịt, cũng là tàu lớn nhất thế giới lúc được hạ thủy.
- Tàu SS Great Eastern, kéo cáp ngầm điện tín đầu tiên qua Đại Tây Dương vào năm 1865.
- Tàu SS Great Western, tàu hơi nước vượt Đại Tây Dương đầu tiên.